# Новгородски покољ
Новгородски покољ из 1570. био је колективно кажњавање грађана Великог Новгорода од стране цара Ивана Грозног.

## Увод:Опричнина
Цар Иван Грозни је у почетку своје владавине доживео неколико личних трагедија: 1538. мајку су му отровали бољари, 1553. син Димитрије, његов првенац, утопио се у реци под нејасним околностима, а 1560. изгубио је вољену супругу Анастасију Романовну, за коју је сумњао да је отрована. Такође, пријатељи и сарадници којима је веровао су га више пута издали: 1553. док је цар био болестан, његови најближи бојари су одбили да положе заклетву његовом сину, царевићу Димитрију, док је 1564. његов најбољи војсковођа и пријатељ из детињства, кнез Андреј Курбски, пребегао у Пољску.
Разочаран у бољаре, цар је окупио око себе најсиромашније племиће, на челу са Маљутом Скуратовом и Борисом Годуновом, и 1565. сазвао Земски сабор, претећи абдикацијом ако бољари и црква не приме нове реформе. Цар је од Земског сабора изнудио апсолутну власт и право да кажњава све своје противнике без суда, док је Русија подељена на два дела: Опричнину и Земшчину. Опричнина је био царев лични посед, настао запленом имања погубљених бољара, који су уживали опричници, цареви телохранитељи и лична полиција, изабрани од најсиромашнијих племића без земље. Земшчина, остатак Русије који је остао под управом Бољарске думе, био је у немилости, колективно осумњичен за издају, и опричници су имали право да њене чланове подвргну насиљу како би цара заштитили од издаје.
Иванова револуција била је праћена терором: манастирске хронике из 1560-1570. набрају поименце 3470 жртава царевог гнева. Често, жртве су биле погубљене "са својом женом", "са женом и децом" или "са још десет људи који притекоше у помоћ". Царев брат од стрица и претендент на престо, кнез Иван Старицки, погубљен је са својом мајком, али су му деца поштеђена и збринута. Упркос хиљадама погубљених бољара, ни једна бољарска породица није истребљена. Цар је наређивао манастирима да се моле за душе погубљених, и правдао је погубљења и мучења као уобичајену казну за издају у целом свету, нарочито у време рата.
Поред кнежевско-бољарског сталежа, настрадале су и области старе градске слободе и државне независности - покрајине некадашње Новгородске републике.

## Врхунац терора: Новгород
У децембру 1569. цар Иван поклонио је велику своту новца архиепископу Новгорода за оправку цркава, желећи да се додвори локалном свештенству. Међутим, цар је обавештен да је иза иконе у једном новгородском манастиру откривено писмо-не нужно веродостојно-у коме свештенство и грађани Новгорода и Пскова траже помоћ од Пољске како би се одвојили од Русије.
Дана 2. јануара 1570. јак одред стрелаца предвођених опричницима стигао је у Новгород, опљачкао оближње манастире и похапсио 500 свештеника и монаха. Стигавши лично 6. јануара, Иван је наредио да се сви који не могу да плате откуп од 50 рубаља батинају до смрти, а архиепископ је рашчињен и бачен у тамницу.
По Трећој хроници Новгорода, покољ становништва трајао је 5 недеља, са до 500 жртава дневно. Званични подаци говоре о 2770 убијених, док је цар Иван тврдио да их је било свега 1502. Пошто су многи трговци, незадовољни Ливонским ратом који је ометао трговину, осумњичени да су учествовали у завери, царска војска је спалила све продавнице и трговачке куће у граду и предграђима, па чак и фарме у околини. Чак су и жене и деца бацани везани у реку Волхов.

## Последице
Новгород се никада није опоравио од покоља и пљачке, изгубивши заувек место највећег трговинског центра Русије.
По легенди, само случајност је спасла другу бившу градску републику, Псков, од судбине Новгорода. Пред цара је изашао један јуродиви, са комадом сировог меса, које је цару понудио. На царев прекор, да се не сме јести месо за време поста, јуродиви је одговорио: »А зашто не, када ево ти, Иване, једеш људско месо.« Сујеверан и преплашен, цар је одустао од покоља у Пскову.